# Buzdugeni, Edineț
Buzdugeni este un sat din cadrul comunei Burlănești din raionul Edineț, Republica Moldova.
Notă Statistică:
- Distanța până la orașul Edineț -22 km.
- Populația (conform recensământului din 2004) - 389 de oameni (194 bărbați, 195 de femei), incl. 385 de moldoveni/români, 2 ucraineni, 2 ruși.

## Istorie
Lângă satul Buzdugeni, pe malul stâncos al râului Racovăț, este o peșteră în care mai bine de 40 mii de ani în urmă au locuit strămoșii noștri îndepărtați. Arheologii au efectuat săpături în peșteră și au depistat oase de animale, obiecte confecționate din cremene, cărbune de lemn etc.
Unele oase de animale au pe suprafața lor zgârieturi și părți șlefuite, care indică întrebuințarea lor ca unelte de muncă.
Aproape de peșteră, tot pe malul Racovățului, a fost depistată o vatră de stațiune umană cu o vechime de peste 12 mii de ani î Hr.. Aici s-au găsit obiecte de cremene, oase de animale tipice pentru epoca paleoliticului târziu.
Primul sat locuit de sedentari agricultori și crescători de vite s-a format aici în mileniul III î Hr. Apoi ceva mai târziu s-a format încă unul. Oamenii locuiau în case făcute din bârne acoperite cu paie sau stuf, pereții fiind lipiți cu lut. Printre locuitori erau oameni dibaci în modelarea oalelor de lut, pe care le înfrumusețau cu picturi de culoare cafenie și albă. Vasele aveau diferite forme și mărimi. Majoritatea celorlalte obiecte casnice erau făcute din cremene și oase de animale, dar localnicii cunoșteau și arama Satele au ars, în jurul caselor se găsesc diferite obiecte tipice pentru epoca neoliticului.
Următorul sat s-a fondat târziu, după anul 1400 e n., când ființa deja statul românesc Țara Moldovei și a existat până prin a 1700 Și în zilele noastre se păstrează vatra satului vechi, probabil, Buzdugenii Vechi. Aici se observă și acum urine de locuințe, se găsesc diferite obiecte tipice pentru cultura moldovenească.
Așezările vechi erau părăsite adesea din cauza războinicilor nomazi de câmpie. care au hoinărit pe aici de mai multe ori Nomazii obișnuiau să facă movile de pământ pe locurile unde erau înmormântați decedații, ortacii lor de ceata. În Buzdugeni s-au păstrat până în epoca contemporană 7 movile funerare.
Satul de azi, situat la 22 km vest de centrul raional., la 28 km de st. c. f. Brătușeni și la 224 km de Chișinău, e atestat documentar la 29 aprilie 1672, între document care se păstrează în Arhiva Muzeului municipal lași. Ne-a mai rămas un document domnesc de la Ioan Voievod, domnul Moldovei, din 14 mai 1563, când se întărește stăpânirea lui Crăciun și a fratelui său Vasile asupra unei părți de moșie din s. Hurdujeni, dar, cu părere de rău, e foarte greu de identificat despre care sat anume e vorba, cu toate că s-ar părea că acest Hurdujeni e cam pe locul Buzdugenilor.
La 15 februarie 1721, printre moșiile împărțite de vornicul Ioan Sturza cu cumnații săi, este pomenită și o parte de moșie din s. Bădăjeni, ce rămâne în posesia Saftei, soția lui Cuza Spătarul A fost un sat mic răzeșesc, locuitorilor căruia nu le-a fost greu să-1 părăsească în timpul războiului ruso-turc din anii 1768-1774.
Anume Bădăjenii, acest sătuc mic, și erau Buzdugeni de mai târziu. Prutul din preajmă se revărsa adesea, înecând satele, oamenii părăseau locurile natale și se retrăgeau înspre Carpați și un adevăr incontestabil: satul se afla pe moșie răzeșească, iar dacă-i așa, înseamnă că existase secole în șir și nu putea să apară pe moșie cumpărată de la boieri sau dăruită de Imperiul Rus. Se întâmpla, de fapt, altceva: statul rus confis¬ca în folosul haznalei împărătești moșiile satelor    mai   mici   din nordul și sudul Basarabiei, declarând că le-a cucerit de la tătari. Dar statul recurgea și la alt vicleșug: confisca și moșiile satelor mari, dacă se constata că printre băștinași au trăit cândva măcar câțiva tătari.
Academicianul Iachim Grosul, cercetând arhivele, a scris că din moșia răzășească a satului Buzdugeni 5 fa¬milii de băștinași stăpâneau prin moștenire din tată în fiu câte 11-15 des. de pământ arabil, alte 11 familii stăpâneau prin moștenire câte 26-50 des, 4 familii aveau prin moștenire câte 100 des. și chiar mai mult. Cele expuse de autor în lucrarea „Crestiane Bessarabii” combat afirmația că această localitate apare pe harta lumii abia după ocupația Basarabiei în 1812.
În 1859 satul Buzdugeni de pe r Racovăț, sat răzeșesc, avea 30 de gospodării, în care viețuiau 82 de bărbați și 75 de femei. Ei stăpâneau 600 des. de pământ arabil, suficient pentru un sat mic. Reforma țărănească din Rusia și Regulamentul din 14 iulie 1868 n-au stimulat viața localnicilor în nici un fel, doar s-a constatat că au pe moșia lor pământ îndeajuns. La recensământul din 1870 s-au înregis¬trat 31 de gospodării cu 75 de bărbați și 73 de femei. Ei aveau 14 cai, 72 de vite cornute mari, 80 de oi. In sat exista o moară de vânt. De fapt, erau oameni săraci, dar nu din vina lor. în 1872 au avut de îndurat holera, unii decedând în consecință.
Satul Buzdugeni nu era mai mare nici în 1875, când s-au înregistrat 38 de gospodării cu 93 de bărbați și 97 de femei. Au ajuns și mai săraci: aveau tot 14 cai, dar numai 60 de vite cornute mari și 90 de oi și capre. Peste 12 ani sătenii aveau 91 de vite cornute mari, dar vara dă peste ele o molimă și multe pier.
Localnicul P. C. Scurtu scrie în 1892 că în satul Buzdugeni primăvara prețul unui cal era de 40-45 ruble, iar toamna abia de-1 vindeai cu 10-30 ruble, că prețul unei vaci primăvara era 35-45 ruble, iar toamna - de 9-30 ruble, că prețul unei perechi de boi primăvara era de 100 ruble, iar toamna - numai de 45-55 ruble. La l oct. 1897 sătenii aveau mari datorii față de zemstvă: Deomid Tăutu - de 175 ruble, Măria Teutul -de 163 ruble, Iosif și Măria Formund - de 207 ruble, urmașii Mariicii Otel - de 55 ruble.
La începutul sec. XX cele mai frumoase gospodării le aveau frații Tăutu. În sat lucrau două mori de apă, care aparțineau lui Filip Nesterovici și Iosif Stahurschi. David Calestru participa în fiecare an la Expoziția agricolă din Edineț și la 13 mai 1914 primește un premiu mare pentru caii săi frumoși în 1923 s Buzdugeni număra 65 de gospodării țărănești și nici o gospodărie boierească Aici trăiau 386 de oameni (189 de bărbați si 197 de femei) Satul avea școală primară, iar enoriașii frecventau biserica din satul vecin, pentru care în 1903 au cumpărat podoabe și lucruri scumpe Anastasia Chisea, Gheorghe Bîrliba, Gheorghe Furtună, Gheorghe Fală, Andronia Rusu. Impozitul pentru școală era achitat regulat Astfel între anii 1901-1913 sătenii au plătit anual câte 22 ruble, deși copiii lor făceau carte în satele Burlănești și Viișoara.
Reforma agrară înfăptuită de Instituția „Casa Noastră” i-a împroprietărit și pe cei cu puțin pământ din s. Buzdugeni, repartizându-le 238 ha.
N-a fost prea mult acest pământ, dar un gospodar bun poate să-și asigure familia cu mămăligă, cartofi, legume cu un singur hectar de pământ. De aceea buzdugenenii i-au purtat recunoștință pentru această înavuțire pământeanului lor, Ion Buzdugan, care a luptat cu înflăcărare pentru unirea Basarabiei cu România.
În 1930 se afla în plasa Briceni, județul Hotin.
Destinul de mai departe al s Buzdugeni e identic cu cel al întregii Basarabii din acei ani - cu raze mai binefăcătoare de soare, cu speranțe într-un trai mai decent.
Dar vine anul 1940 și cu el se spulberă multe visuri ale basarabenilor. Noua ocupație a Basarabiei îi rupe de glia străbună pe mulți fii și fiice devotate ale acestui meleag. La 10 noiembrie 1940 Buzdugenii aveau 466 de locuitori. Dar începe războiul din 1941-1945 și din sat sunt mânați în foc ucigător mulți bărbați voinici.
Apoi câteva familii sunt deportate, ca „elemente dușmănoase noului regim”. Multe vieți a înghițit și foametea din 1946-1947 și la recensământul de la l aug. 1949 satul se pomeni cu numai 292 de suflete. O mână de oameni, dacă luăm în considerație că o parte bună din acest număr o alcătuiau copiii și bătrâni neputincioși. în felul acesta colectivizarea adusă de sovietici n-a mai întâlnit nici o piedică. La început a fost un k-z mic, dar mai târziu el se comasează cu altele, fiind inclus ulterior în  colhozul „Pobeda” („Victoria”) cu sediul în s. Burlănești, specializat în cultivarea plantelor tehnice, în 1969 avea 440 de locuitori, o școala primară, club, bibliotecă, punct medical, de aceleași servicii beneficiind și la sf. sec. XX.

## Geografie
Lângă sat, la confluența râurilor Bogda și Racovăț, este amplasat defileul Buzdugeni, arie protejată din categoria monumentelor naturii de tip geologic sau paleontologic.